# جالباسی

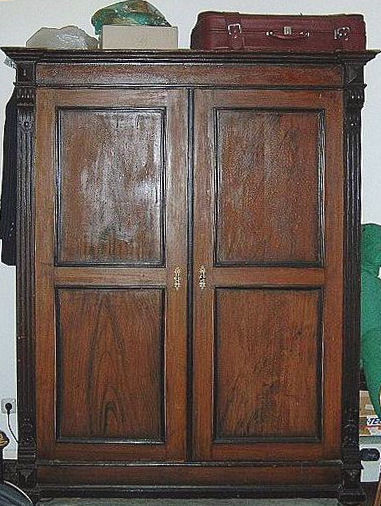
یک جالباسی

جا لباسی یا گنجه ابزاری است برای ذخیره و نگهداری انواع پوشاک که عمدتاً به شکل کمدی ایستاده ساخته می‌شود. جنس جالباسی‌ها معمولاً از چوب است و کاربردهایی همچون مرتب کردن لباس‌ها و محافظت از آن‌ها در برابر رطوبت و گرد و غبار را دارند.